# توما لوبا
توما لوبا (فرانسوی: Thomas Lebas‎؛ زادهٔ ۱۴ دسامبر ۱۹۸۵) دوچرخه‌سوار اهل فرانسه است.
از باشگاه‌هایی که در آن رکاب زده‌است می‌توان به تیم دوچرخه‌سواری کوفیدیس اشاره کرد.